# Близнецовая ситуация
Близнецовая ситуация — феномен в психологическом развитии близнецов, характеризующийся внутренней борьбой двух стремлений у близнецов — стремления к взаимной идентификации членов близнецовой пары (стремлением быть похожими) и стремлением к выделению ими собственного «Я».

## История термина
Жизнь близнецов отлична от жизни одиночнорожденных детей тем, что они постоянно находятся в контакте друг с другом, находясь при этом на одной стадии психического и физического развития, имеют сходный жизненный путь и опыт. Такая пара характеризуется специфической социальной ситуацией. Первым учёным, выделившим понятие «близнецовая ситуация», стал Р. Заззо. Заззо рассматривал её как условие становления умственного и личностного развития каждого из членов близнецовой пары. Её специфика, по словам Р. Заззо, в том, что близнецы ощущают себя скорее членами пары, чем отдельными личностями.
Близнецовая ситуация играет одну из важнейших ролей в эмоциональном, когнитивном, личностном и социальном развитии близнецов. А. Р. Лурия говорит о том, что это — «своеобразная форма жизни в паре».

## Суть феномена
Одним из главных для индивидуального развития близнецов является процесс идентификации себя с партнёром, ведь изначально близнецы рождаются вместе и воспринимаются именно членами пары, а не отдельными личностями. Такое восприятие может сохраняться близнецами всю жизнь. Очень близкие отношения, возникающие у близнецов с рождения и формирующиеся в детстве, специфическое отношение к ним родителей и других окружающих как раз и приводят к возникновению близнецовой ситуации. Это явление характеризуется взаимной идентификацией, рассеиванием чувства «я», и в целом периодически может характеризоваться как недоразвитие самосознания. Соответственно, один близнец воспринимает другого близнеца как часть самого себя.
Д. Ортмеер для описания схожих факторов личности использовал феномен «я — мы», что указывает на отсутствие у близнецов чёткой дифференциации в восприятии себя, своей индивидуальности, и индивидуальности своего партнера. Ортмеер считал, что причиной развития этого феномена является то, что у членов пары формируются комплиментарные (схожие) черты личности. К причинам, которые приводят к комплиментарности близнецов, относятся специфические отношения родителей и окружения, где подчеркивается идентичность и схожесть близнецов.
Гельмут фон Браккен (1934) также изучал феномен близнецовой ситуации и писал о том, что постоянная идентификация себя со своим близнецом (то есть выделение пары в окружающем мире как особой единицы), приводит к отсутствию формирования личной идентичности и может стать причиной затруднения социальной адаптации как в детстве, так и во взрослом возрасте.

## Влияние на развитие
Считается, что развитие близнецов происходит с задержкой. Например, близнецы дольше задерживаются на ранних стадиях развития речи. Только к началу школьного возраста большинство близнецов настигают в речевом развитии своих одиночнорождённых сверстников, хотя у некоторых могут сохраняться артикуляционные трудности. Выделяется несколько причин задержек в развитии речи близнецов, и близнецовая ситуация является одной из них.
Из-за постоянного контакта близнецов друг с другом в их развитии возникает такое явление, которое А. Р. Лурия назвал автономным языком, а Р. Заззо — криптофазией. Это явление характеризуется появлением у близнецов своего собственного, упрощенного языка, не понятного для окружающих.

#### Экспериментальные подтверждения
То, что возникновение подобной речи является следствием специфической близнецовой ситуации развития, считается доказанным. В своих работах Н. В. Искольдский приводит пример исследования, где сравнивались средние показатели вербального интеллекта трех групп детей:
1. близнецов, чьи партнёры умерли в раннем детстве;
2. близнецов, которые развивались вместе;
3. одиночнорождённых.

Близнецы первой группы практически не отличались по уровню вербального интеллекта от одиночнорожденных, а близнецы, развивающиеся вместе, отставали по этому показателю от двух других групп. Результаты этого исследования могут выступать косвенным доказательством того, что именно близнецовая ситуация является причиной отставания близнецов в речевом развитии. Такой вывод подтвердили в своей работе О. Лурия и Юдович (1956), где описываются пары, которые характеризуются значительным отставанием в речевой сфере. В исследовании относительно этих близнецов был применен способ разлучения на определенный период времени. Речевые функции, по данным Юдович, после этого быстро восстанавливались.
Следовательно, специфическая близнецовая ситуация, связанная с тесными отношениями между партнерами, их взаимной идентификационной функцией, возникновением чувства «Мы», может привести к своеобразному развитию близнецов, как в личной, так и в когнитивной сферах.